# Obertura de concert (Szymanowski)
Obertura de concert en mi major, op. 12, és una obra simfònica composta per Karol Szymanowski entre 1904 i 1905, que va tornar a instrumentar amb l'ajuda de Grzegorz Fitelberg entre 1912 i 1913. La primera versió va ser interpretada per primera vegada per l'Orquestra Filharmònica de Varsòvia dirigida per Fitelberg durant el primer concert de la "Jove Polònia", un esdeveniment històric de la música polonesa, celebrat per la Companyia Editorial de Joves Compositors Polonesos a Varsòvia el 6 de febrer de 1906. La segona versió va ser interpretada per primera vegada a Viena el 13 de març de 1919 per l'Orquestra Tonkünstlerverein sota la direcció d'Oskar Nedbal.
L'Obertura del concert va ser composta per Szymanowski amb només vint-i-tres anys. Reflecteix la seva apassionada ambició en aquell moment de crear música polonesa moderna de magnitud europea. En aquest primer període creatiu, la influència dels romàntics tardans alemanys, Strauss o Schreker, és inconfusible.
El desig de provocar també continua tenint un paper al llarg de l'obra de Szymanowski. La crítica tampoc va deixar de venjar-se, acusant-lo puntualment de trair la clàssica música nacional polonesa, de la qual consideraven el patriarca Frédéric Chopin. El principal crític musical del moment Aleksander Poliński, que l'any 1906 havia dit de Szymanowski «No vaig dubtar ni un moment que em trobava davant d'un compositor extraordinari, potser un geni», va comentar després d'un concert a Varsòvia de Jove Polònia del 19 d'abril de 1907: «Quina mena de "Polònia" és aquesta que no serveix a la nació com van fer Chopin i Moniuszko, sinó que segueix servilment les modes de Viena i propaga les idees musicals dels bundistes…» Segons el crític, estaven «... posseïts per algun esperit maligne, que ... els despullava de les característiques personals i nacionals i els va convertir en lloros imitant Wagner i Strauss». El programa incloïa, a part de l'Obertura de concert, la Sonata per a piano en do menor.
Segons Anderson, Szymanowski demostra un notable domini de l'orquestració, una capacitat excepcional per a la invenció melòdica i un ús magistral del color harmònic en aquesta obra. Aquesta peça pot ser vista com un primer pas cap a un llenguatge musical que es desmarca del món de Wagner i Strauss.